# Marthe de Hédouville
Marthe de Hédouville, née le 31 décembre 1905 à Douai et morte le 26 mars 2002 à Wassy, est une historienne et biographe française.

## Biographie
Professeur de lettres, elle a été une des documentalistes des frères Jean Tharaud et Jérôme Tharaud ; elle a publié plusieurs biographies.

## Publications
- Yamani, Saint-Dizier, 1951
- La Comtesse de Ségur et les siens, Paris, Éditions du Conquistador, 1953, 325 p. Prix Marcelin-Guérin de l’Académie française en 1954
- Monseigneur de Ségur, Paris, Nouvelles éditions latines, 1957, 699 p. Lire en ligne.
- Alfred de Musset, Paris, Apostolat de la presse, Société Saint-Pau, 1959.
- Jacques Marcellot, 1861-1953, 1959
- Les Rostopchine : une grande famille russe au XIXe siècle, Paris, France-Empire, 1984, 253 p.  (ISBN 2-7048-0357-9).